# Syzygium pancheri
Syzygium pancheri là một loài thực vật có hoa trong Họ Đào kim nương. Loài này được Brongn. & Gris miêu tả khoa học đầu tiên năm 1865.